# 矢作村 (新潟県)
矢作村（やはぎむら）は、かつて新潟県西蒲原郡にあった村。

## 沿革
- 1889年（明治22年）4月1日 - 町村制施行に伴い西蒲原郡矢作村、半間新田、川崎村、大戸村、渡辺新田、山崎村、中山村、魵穴村、荻野村、平野村、田中新田、浜首村が合併し、矢作村が発足。
- 1901年（明治34年）11月1日 - 西蒲原郡弥彦村、桜井郷村と合併し、弥彦村を新設して消滅。
- 1951年（昭和26年）4月1日 - 弥彦村から旧村域の大字矢作（一部）・浜首を分離し、吉田町に編入。